# Philippe Graber
Philippe Graber (* 6. Dezember 1975 in Luzern) ist ein Schweizer Schauspieler.

## Leben
Philippe Graber wuchs in Luzern auf. Er besuchte von 1996 bis 2000 die Zürcher Hochschule der Künste und ist seit rund 20 Jahren als Film- und Theaterschauspieler tätig.
Einem grösseren Schweizer Publikum bekannt wurde Graber durch seine Hauptrolle im Spielfilm Der Freund (2008). Dafür wurde er mit dem Schweizer Filmpreis als bestes schauspielerisches Nachwuchstalent ausgezeichnet. 2011 erhielt er ein Werkstipendium der Stadt Zürich. Er spielte ausserdem in Filmen wie Die Standesbeamtin, Papa Moll oder Der Flitzer und wirkte in TV-Produktionen wie Wilder und Der Bestatter sowie deutschen Krimiserien wie Großstadtrevier und im Tatort mit.
Graber ist auch auf der Theaterbühne in zahlreichen deutschsprachigen Schauspielhäusern zu sehen, so etwa in Hamburg, Berlin, Winterthur und Bern. Er drehte Werbespots für den Möbel-Fachmarkt Micasa und tritt regelmässig mit seinem humoristischen Soloprogramm Late Night im Zürcher Helsinki Klub auf.
Philippe Graber lebt mit seiner Lebenspartnerin und drei Kindern in Zürich.

## Filmografie

### Kinofilme
- 2005: NVA
- 2008: Der Freund
- 2009: Die Standesbeamtin
- 2010: Mary & Johnny
- 2011: Blitzeis (Kurzspielfilm)
- 2012: Draussen ist Sommer
- 2015: Polder – Tokyo Heidi
- 2016: Der Flitzer
- 2016: Ostfriesisch für Anfänger
- 2017: Papa Moll und die Entführung des fliegenden Hundes – Regie: Manuel Flurin Hendry
- 2018: Wolkenbruchs wunderliche Reise in die Arme einer Schickse – Regie: Michael Steiner
- 2020: Moskau Einfach! – Regie: Micha Lewinsky
- 2020: Stürm: Bis wir tot sind oder frei – Regie: Oliver Rihs
- 2023: Die Theorie von Allem – Regie: Timm Kröger
- 2023: Lubo, Regie: Giorgio Diritti
- 2024: Jakobs Ross

### Fernsehproduktionen
- 2006: Sonjas Rückkehr
- 2010: Tatort: Der schöne Schein
- 2011: Hunkeler und die Augen des Ödipus («Hunkeler-Krimi»)
- 2011: Der Teufel von Mailand
- 2013: Der Bestatter (Fernsehserie)
- 2014: Unter Verdacht: Mutterseelenallein
- 2015: Mondsüchtig (Großstadtrevier-Episode)
- 2017: Wilder (Fernsehserie)
- 2019: Now or Never
- 2019: Tatort: Ausgezählt
- 2020: Advent, Advent (Fernsehserie)
- 2022: Lost in Fuseta – Ein Krimi aus Portugal (Krimireihe)
- 2022: The Flatshare (Fernsehserie)
- 2025: Die Affäre Cum-Ex